# Wish (альбом The Cure)
Wish (рус. Желание) — девятый студийный альбом британской альтернативной рок-группы The Cure, выпущенный в 1992 году лейблом Fiction Records. Это была последняя работа с барабанщиком Борисом Уильямсом, а также с гитаристом Порлом Томпсоном и первая для нового гитариста группы Перри Бэмоунт, изначально работавший в качестве роуди группы. Клавишник Роджер О’Доннелл покинул состав в 1990 году из-за разногласий с некоторыми участниками The Cure в связи с чем не участвовал в записи альбома.
В отличие от предыдущего альбома Disintegration, Wish не является концептуальным, хотя сортировка была предложена, начиная с песни под названием «Open» (рус. Открытие) и заканчивая другой под названием «End» (рус. Конец). Большинство композиций были автобиографичными и касались личного опыта фронтмена Роберта Смита; в некоторых текстах описываются взаимоотношения и ситуации музыканта с разными людьми. В музыкальном плане на пластинку повлияло музыкальное направление шугейз, где большое значение придаётся использованию гитар и эффектов реверберации.
В год выхода Wish, альбом получил смешанные отзывы критиков, хотя большинство из них были положительными: журналы NME и Rolling Stone оценили его как один из лучших альбомов всех времён. Он занял первое место в UK Albums Chart и вторую строчку в американском чарте Billboard 200; большего успеха альбом обрёл в США с миллионами продажами копий. В 1993 году Wish был номинирован на премию «Грэмми» в категории «Лучший альтернативный музыкальный альбом». Для продвижения в том же году состоялся соответствующий тур, и были выпущены три успешных сингла: «High», «Friday I’m in Love» и «A Letter to Elise».

## Об альбоме

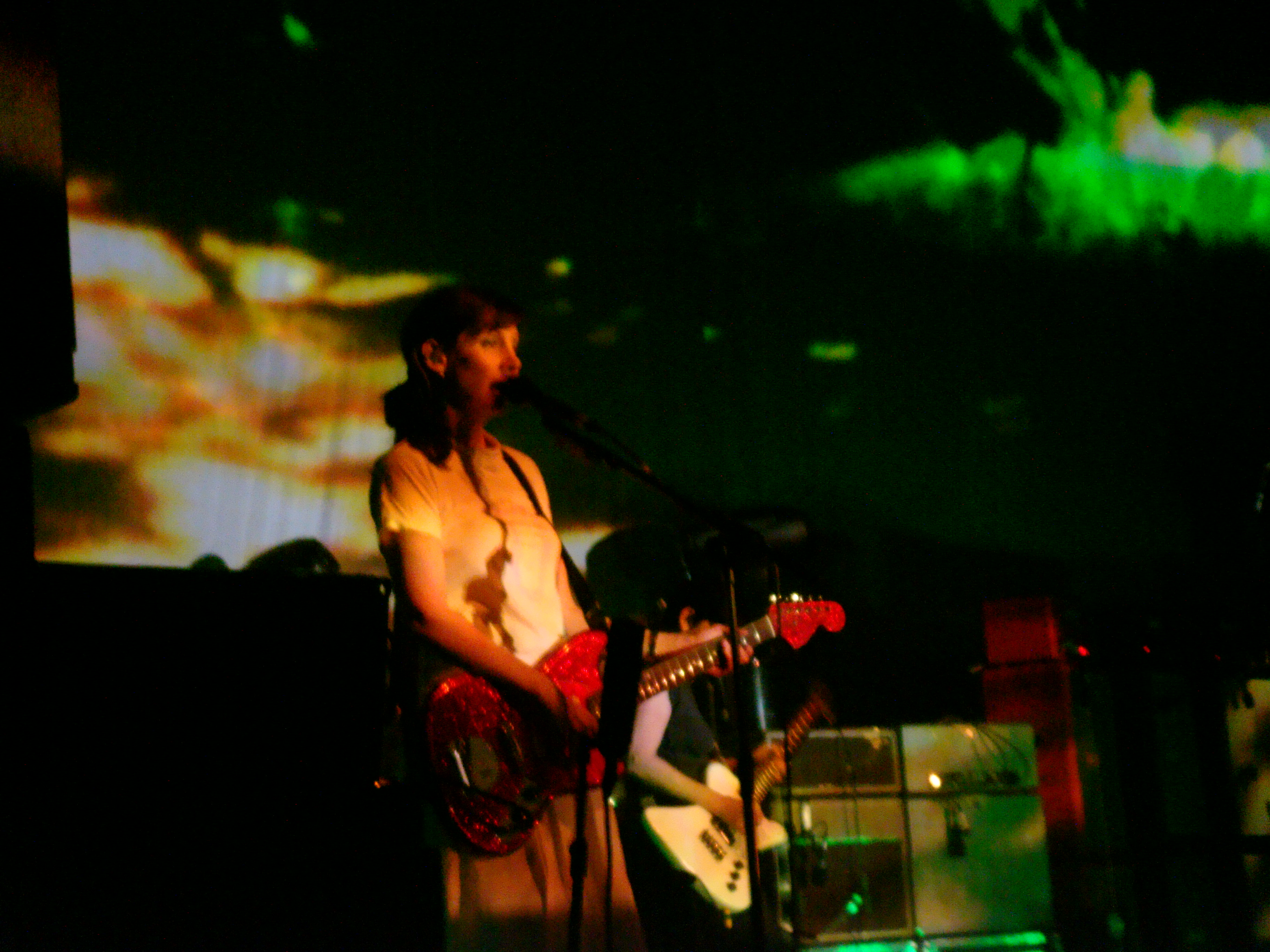
Билинда Бутчер и Дэбби Гудж играют в составе My Bloody Valentine в 2008 году

На музыкальную составляющую альбома большое влияние оказал шугейз — стиль альтернативной музыки, зародившийся в Великобритании в конце 80-х и начале 90-х годов. Ирландская группа My Bloody Valentine стала одной из пионеров данного направления, выпустив альбом Loveless в 1991 году. Коллектив понравился лидеру The Cure Роберту Смиту. Услышав My Bloody Valentine, Смит заявил: 

Это была первая группа услышанная мною группы, которая явно надрала нам задницу, и их альбом Loveless входит в тройку моих любимых всех времен.. Это чей-то звук [ссылаясь на гитариста и фронтмена Кевина Шилдса], который настолько решителен, что аж в истерике. И то, что они потратили на это так много времени и денег, было очень круто
 Смит написал четыре песни в шугейз-стиле: «Open», «From the Edge of the Deep Green Sea», «Cut» и «End».
Смит также рассказал, что песни «Mesmerize» группы Chapterhouse и «Human» группы The Human League оказали влияние на альбом, и прокомментировал обе песни в 1993 году: «Для каждого альбома, который мы делаем, я собираю кучу песен, в которых есть что-то, что я пытаюсь запечатлеть. Например, я бы послушал „Mesmerize“ Chapterhouse за его чувство покинутости и „Human“ The Human League. Вы не могли обнаружить ничего звукового или структурного, что могло бы повлиять на всё, что мы делали, но есть неопределимое нечто, что я пытаюсь уловить. Однажды ночью я, должно быть, сыграл „Mesmerize“ 20 раз, пил и включал его все громче и громче, вводя себя в транс».

## Тематика и тексты песен
The Cure сочинили 44 песни, хотя было выбрано только 12 из них. Кроме того, неоднородность альбома напомнила на другой релиз группы 1987 года — Kiss Me, Kiss Me, Kiss Me, с которым критики и поклонники The Cure неоднократно сравнивали его.
На этот раз все участники группы снова активно сотрудничали в написании песен. Как рассказывает Джефф Аптер в своей биографии «Never Enough»: Альбом Wish начинается с песни под названием «Open» и заканчивается [вызовом] «End», — это выявило явную литературную волю из-за настроения Роберта Смита, в отличие от Kiss Me…, где Смит не поднимал ту же тематическую единицу" .
Смит также показал, что «отстройка» гитар сыграла определённую роль в уникальном «звучании» альбома, как и подсознательные наложения и широкое использование фидбэка: «Многие вещи на нашей пластинке, которые звучат как тяжелые припевы, на самом деле просто расстроенные инструменты. Единственным недостатком этого является то, что на сцене это иногда очень сбивает с толку, особенно с большим количеством фазирующих эффектов. Он превращается в этот подавляющий пульсирующий звук, и вы ничего не слышите».
Wish считается одним из самых автобиографических музыкальных произведений Смита, где он изложил свои отношения и противоречия с успехом, особенно в песнях «Open» и «End» соответственно. Обе композиции были своего рода заявлением о своих намерениях, в которых певец выразил усталость и усталость, которые он вызвал, став рок-звездой.

## Запись

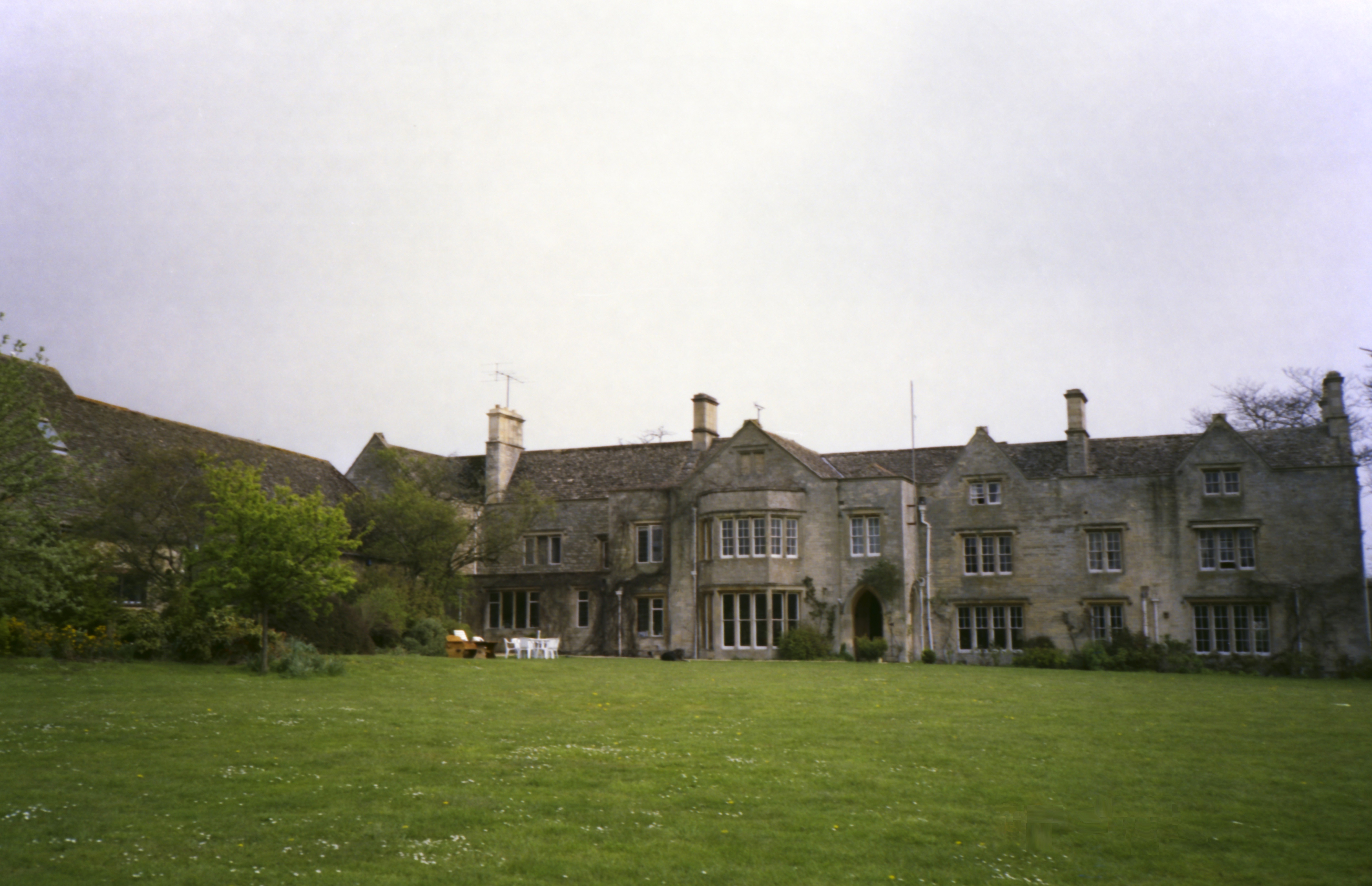
Запись Wish состоялась в студии The Manor в Оксфордшире. На снимке панорама фасада студий

Альбом был записан в студии The Manor в Оксфордшире, Англия, принадлежащей Ричарду Брэнсону — главе многонациональной компании Virgin Group. Сессии начались 1 сентября 1991 года и закончились в период с марта по апрель 1992 года. Как и на предыдущем альбоме Disintegration, Дэйв Аллен снова выступил продюсером вместе с Робертом Смитом.
Несмотря на то, что демо-записи проводились относительно легко, сами музыкальные сессии были чрезвычайно трудными. Без клавишных Роджера О’Доннелла, который был исключён из группы из-за проблем с некоторыми членами группы, производство Wish было сосредоточено в основном на написании большого количества гитарных риффов. Для этого, заменив О’Доннелла, Перри Бамоунт, который в течение многих лет был официально включен в оставшийся квартет в 1990 году, оказал большую помощь в производстве таких риффов. Это была также последняя работа барабанщика Бориса Уильямса, которого позже заменит Джейсон Купер на следующем лонгплее Wild Mood Swings (1996 г.).

## Музыка и обложка альбома

### Стиль

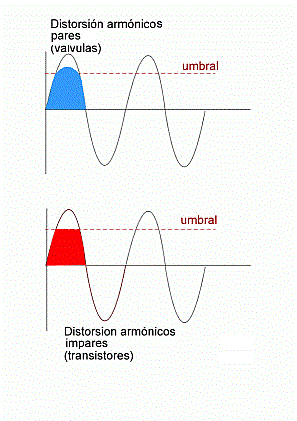
Диаграмма, показывающая искаженную звуковую волну, характерную для шугейз-музыки и электрогитар на Wish.

В начале 90-х Роберт Смит был заинтересован новыми группами, которые появились в это время, такими как Ride, My Bloody Valentine или Lush, чья музыка была объединена в музыкальный жанр под названием шугейз, характеризующийся подавляющим громким звуком, с длинными жужжащими гитарными риффами, волнами искажений и каскадами фидбэка.
Осознавая эту новую ориентацию в стиле The Cure, Смит написал стих в первоначальной песне «Open», который подтверждает его новое музыкальное отношение: «And I get transfixed | That fixed | And I’m just looking at the floor», который буквально переводится как: «И я в оцепенении / От этой твердыни, / И я просто смотрю в пол». Этот стих связал интерес Смита к шугейз-сцене, несмотря на то, что он не отказался от тем группы или его интереса к «болезненной» лирике и готическим звукам, как в песне «Apart».
По поводу альбома участники группы утверждали, что в этом слишком много повторяется банальная тематика горя, в то же время противоречиво жалуясь, что он содержит слишком весёлые отрывки для такой мрачной группы. Музыкально он был вычеркнут за то, что он слишком популярен для того, что ожидалось от The Cure.

### Художественное оформление
Обложка альбома была сделана графической студией, принадлежащей Энди Велле, Parched Art, которая ранее выполнила художественную работу для таких релизов группы, как The Top (1984 г.) и Kiss Me, Kiss Me, Kiss Me (1987 г.). Он основан на картине гитариста группы Порла Томпсона и самого Велле.
Как и в двух концертных альбомах Paris и Show, выпущенных в 1993 году, группа была переименована в просто «Cure» без артикля «The». Для графики этих трёх альбомов студия Patched Art переработала название группы, а Порл Томпсон построил логотип с буквами, ориентированными по-разному, чтобы составить слово «CURE». Такой логотип использовался на обложке, иллюстрациях в буклете, рекламе и других рекламных акциях альбома. Тем не менее, группа никогда официально не меняла своё название, и артикль «the» снова использовался на их следующем альбоме Wild Mood Swings (1996 г.).

## Выпуск

### Приём
| Оценки критиков            | Оценки критиков |
| Источник                   | Оценка          |
| -------------------------- | --------------- |
| AllMusic                   | [ 24 ]          |
| Chicago Tribune            | [ 25 ]          |
| Christgau's Consumer Guide | C+              |
| Entertainment Weekly       | B               |
| Los Angeles Times          | [ 28 ]          |
| NME                        | 8/10            |
| Pitchfork                  | 8.4/10          |
| Q                          | [ 31 ]          |
| Rolling Stone              | [ 32 ]          |
| Select                     | 5/5             |

Wish был выпущен в 1992 году на лейблах Fiction в Великобритании, Elektra в США и Polydor по всему миру. Это было первое музыкальное произведение The Cure, выпущенное на компакт-диске, продолжительность которого уже была запланирована для этого конкретного формата; в виниловой версии он был выпущен как двойной альбом.
Несмотря на то, что он не был так хорошо принят критиками, как его предшественник Disintegration, Wish стал самым большим коммерческим успехом в истории The Cure. Альбом дебютировал под номером один продаж в британском хит-параде UK Albums Chart. В США он занял второе место в Billboard 200, где он оставался двадцать шесть недель подряд в списке, и где было продано 1,2 миллиона копий альбома.
Wish рассматривался как сбалансированный альбом, где были чисто альтернативные рок—моменты, такие как «Open», «Cut» и «End», чередующиеся с более мрачными темами, такими как «From the Edge of the Deep Green Sea» и «To Wish Impossible Things» — в стиле своих предыдущих работ, таких как Pornography или Disintegration, и даже были задействованы некоторые поп-мотивы для песен, ставшие крупными коммерческими хитами группы, такими как « High» или «Friday I'm in Love». На пресс-конференциях Роберт Смит вызывал остальную часть группы, хотя сам он был представителем, что понемногу закончилось недовольством со стороны участников The Cure.
Альбом был номинирован на премию «Грэмми» как «Лучший альтернативный музыкальный альбом» вместе с такими исполнителями, как The B-52s (альбом Good Stuff), Моррисси (альбом Your Arsenal),  XTC (альбом Nonsuch) и Том Уэйтс (альбом Bone Machine), но в итоге премию выиграл последний.

## Список композиций
Слова и музыка всех песен — Тексты песен написаны Робертом Смитом, музыка - группой The Cure.
| №                   | Название                              | Длительность |
| ------------------- | ------------------------------------- | ------------ |
| 1.                  | «Open»                                | 6:51         |
| 2.                  | «High»                                | 3:37         |
| 3.                  | «Apart»                               | 6:40         |
| 4.                  | «From the Edge of the Deep Green Sea» | 7:44         |
| 5.                  | «Wendy Time»                          | 5:13         |
| 6.                  | «Doing the Unstuck»                   | 4:24         |
| 7.                  | «Friday I'm in Love»                  | 3:39         |
| 8.                  | «Trust»                               | 5:33         |
| 9.                  | «A Letter to Elise»                   | 5:14         |
| 10.                 | «Cut»                                 | 5:55         |
| 11.                 | «To Wish Impossible Things»           | 4:43         |
| 12.                 | «End»                                 | 6:46         |
| Общая длительность: | Общая длительность:                   | 65:42        |

### Lost Wishes EP
Четыре инструментальных композиций взяты с сессий Wish в Manor Winter 1991 года. Выпущен в 1994 году в виде кассеты ограниченным тиражом, только по почте.
Слова и музыка всех песен — Все песни написаны группой The Cure.
| №  | Название            | Длительность |
| -- | ------------------- | ------------ |
| 1. | «Uyea Sound»        | 5:21         |
| 2. | «Cloudberry»        | 5:19         |
| 3. | «Off to Sleep...»   | 3:38         |
| 4. | «The Three Sisters» | 4:11         |

## Участники записи[36]
- Роберт Смит — гитара, клавишные, вокал, 6-струнный бас
- Пэрри Бэмоунт — 6-струнный бас, гитара, клавишные
- Саймон Гэллап — бас-гитара, клавишные
- Порл Томпсон — гитара
- Борис Уиллиамс — ударные, перкуссия
- Kate Wilkinson — альт в композиции «To Wish Impossible Things».

Работники студии
- Продюсеры: Dave Allen, The Cure
- Инженеры: Dave Allen, Steve Whitfield
- Ассистент инженеров: Chris Bandy
- Микширование: Mark Saunders
- Ассистенты микширования: Andy Baker, William Parry, Danton Supple, Mark Warner
- Обложка альбома: Parched Art (Порл Томпсон и Andy Vella)

## Чарты

### Альбом
| Чарт (1992 г.)                   | Позиция в чарте |
| -------------------------------- | --------------- |
| Австралия (ARIA)                 | 1               |
| Австрия (Ö3 Austria)             | 14              |
| Германия (Media Control)         | 6               |
| Нидерланды (Album Top 100)       | 22              |
| Новая Зеландия (RMNZ)            | 3               |
| Норвегия (VG-lista)              | 7               |
| Швеция (Sverigetopplistan)       | 10              |
| Швейцария (Schweizer Hitparade)  | 8               |
| Великобритания (UK Albums Chart) | 1               |
| США (Billboard 200)              | 2               |
| Cashbox Top 200 Albums           | 1               |

### Синглы
| Год  | Название             | Чарт                               | Позиция |
| ---- | -------------------- | ---------------------------------- | ------- |
| 1992 | «Friday I’m in Love» | Hot Dance Music/Club Play          | 32      |
| 1992 | «Friday I’m in Love» | Hot Dance Music/Maxi-Singles Sales | 29      |
| 1992 | «Friday I’m in Love» | Mainstream Rock Tracks             | 21      |
| 1992 | «Friday I’m in Love» | Modern Rock Tracks                 | 1       |
| 1992 | «Friday I’m in Love» | The Billboard Hot 100              | 18      |
| 1992 | «High»               | Hot Dance Music/Club Play          | 22      |
| 1992 | «High»               | Hot Dance Music/Maxi-Singles Sales | 27      |
| 1992 | «High»               | Modern Rock Tracks                 | 1       |
| 1992 | «High»               | The Billboard Hot 100              | 42      |
| 1992 | «A Letter to Elise»  | Modern Rock Tracks                 | 2       |

## Сертификации
| Регион                                                      | Сертификация | Продажи    |
| ----------------------------------------------------------- | ------------ | ---------- |
| Австралия (ARIA)                                            | Платиновый   | 70 000^    |
| Канада (Music Canada)                                       | Золотой      | 50 000^    |
| Новая Зеландия (RMNZ)                                       | Золотой      | 7500^      |
| Швейцария (IFPI Switzerland)                                | Золотой      | 25 000^    |
| Великобритания (BPI)                                        | Золотой      | 100 000^   |
| США (RIAA)                                                  | Платиновый   | 1 000 000^ |
| Worldwide (IFPI)                                            | н/д          | 3,000,000  |
| ^ Данные о тиражах приведены только на основе сертификации. |              |            |

### Комментарии
1. ↑  Другими важными группами направления шугейз, как отмечается в одноимённой статье на AllMusic, были британцы Ride со своим альбомом Nowhere (1990) или ранние Suede. Направление принадлежало в основном британской андеграундной сцене, но быстро имитировалось мейнстримовыми группами, такими как Oasis, Blur и самими The Cure.
2. ↑  Как поясняется на портале Decayfm.com, шугейз был уничижительным термином, которым некоторые из музыкальных журналов "крестили" тип групп, которые не имели привычного контакта с публикой. По сути, музыканты стояли, глядя в землю, когда они играли. Согласно музыкальному порталу AllMusic в своей соответствующей статье, "шугейз", (которое буквально означало "смотреть на обувь") — характеризовалось подавляющим громким звуком, с длинными, жужжащими риффами, волнами искажений и каскадами ревебрации. Голоса и мелодии исчезли в стене звука гитар, создавая звуковую размытость, где ни один инструмент не отличался от другого. В основном он родился на британской андеграундной сцене благодаря таким группам, как The Jesus and Mary Chain, Ride и My Bloody Valentine, оба из которых были пионерами жанра[7][21].